# Матаморас (Пенсільванія)
Матаморас (англ. Matamoras) — місто (англ. borough) в США, в окрузі Пайк штату Пенсільванія. Населення — 2362 особи (2020).

## Географія
Матаморас розташований за координатами 41°22′0″ пн. ш. 74°41′59″ зх. д. / 41.36667° пн. ш. 74.69972° зх. д. (41.366596, -74.699671).  За даними Бюро перепису населення США в 2010 році місто мало площу 2,00 км², з яких 1,77 км² — суходіл та 0,23 км² — водойми.

## Демографія
Згідно з переписом 2010 року, у селищі мешкало 2469 осіб у 955 домогосподарствах у складі 665 родин. Густота населення становила 1232 особи/км².  Було 1020 помешкань (509/км²).
Расовий склад населення:
| - 93,3 % — білих - 1,8 % — азіатів - 1,4 % — чорних або афроамериканців - 0,3 % — корінних американців |

До двох чи більше рас належало 2,7 %. Частка іспаномовних становила 5,5 % від усіх жителів.
За віковим діапазоном населення розподілялося таким чином: 26,2 % — особи молодші 18 років, 57,8 % — особи у віці 18—64 років, 16,0 % — особи у віці 65 років та старші. Медіана віку мешканця становила 39,1 року. На 100 осіб жіночої статі у селищі припадало 90,2 чоловіків;  на 100 жінок у віці від 18 років та старших — 84,2 чоловіків також старших 18 років.
Середній дохід на одне домашнє господарство  становив 68 978 доларів США (медіана — 55 913), а середній дохід на одну сім'ю — 76 257 доларів (медіана — 70 278). Медіана доходів становила 46 000 доларів для чоловіків та 40 583 долари для жінок. За межею бідності перебувало 11,9 % осіб, у тому числі 22,3 % дітей у віці до 18 років та 8,0 % осіб у віці 65 років та старших.
Цивільне працевлаштоване населення становило 1091 особа. Основні галузі зайнятості: освіта, охорона здоров'я та соціальна допомога — 33,9 %, роздрібна торгівля — 15,6 %, мистецтво, розваги та відпочинок — 11,3 %, фінанси, страхування та нерухомість — 7,5 %.